# North Cape (Nouvelle-Zélande)
Pour les articles homonymes, voir North Cape.
North Cape / Otou (en Māori: Otou) est un cap au nord des îles principales de la Nouvelle-Zélande.
Il se situe à l'extrémité nord-est de la Péninsule d'Aupouri, à l'est de l'île Morimotu, et à 3 km au nord-est du Cap Reinga.

## Surville Cliffs
Les falaises de Surville correspondent au point géographique le plus au nord des îles principales de Nouvelle-Zélande, à quelques km du North Cape. Elles ont une hauteur de 200 m, et une pente variant entre 30 et 90°. Elles ont été découvertes pour la première fois par Jean-François de Surville, un explorateur et marchand de la Compagnie des Indes, en décembre 1769, quelques jours avant James Cook. Les falaises sont en Peridotite, et forment un environnement spécifique pour de nombreuses espèces endémiques, dont Pittosporum ellipticum subsp. serpentinum, Hebe brevifolia, Hebe ligustrifolia, Helichrysum aggregatum, Haloragis erecta subsp. cartilaginea, Leucopogon xerampelinus.

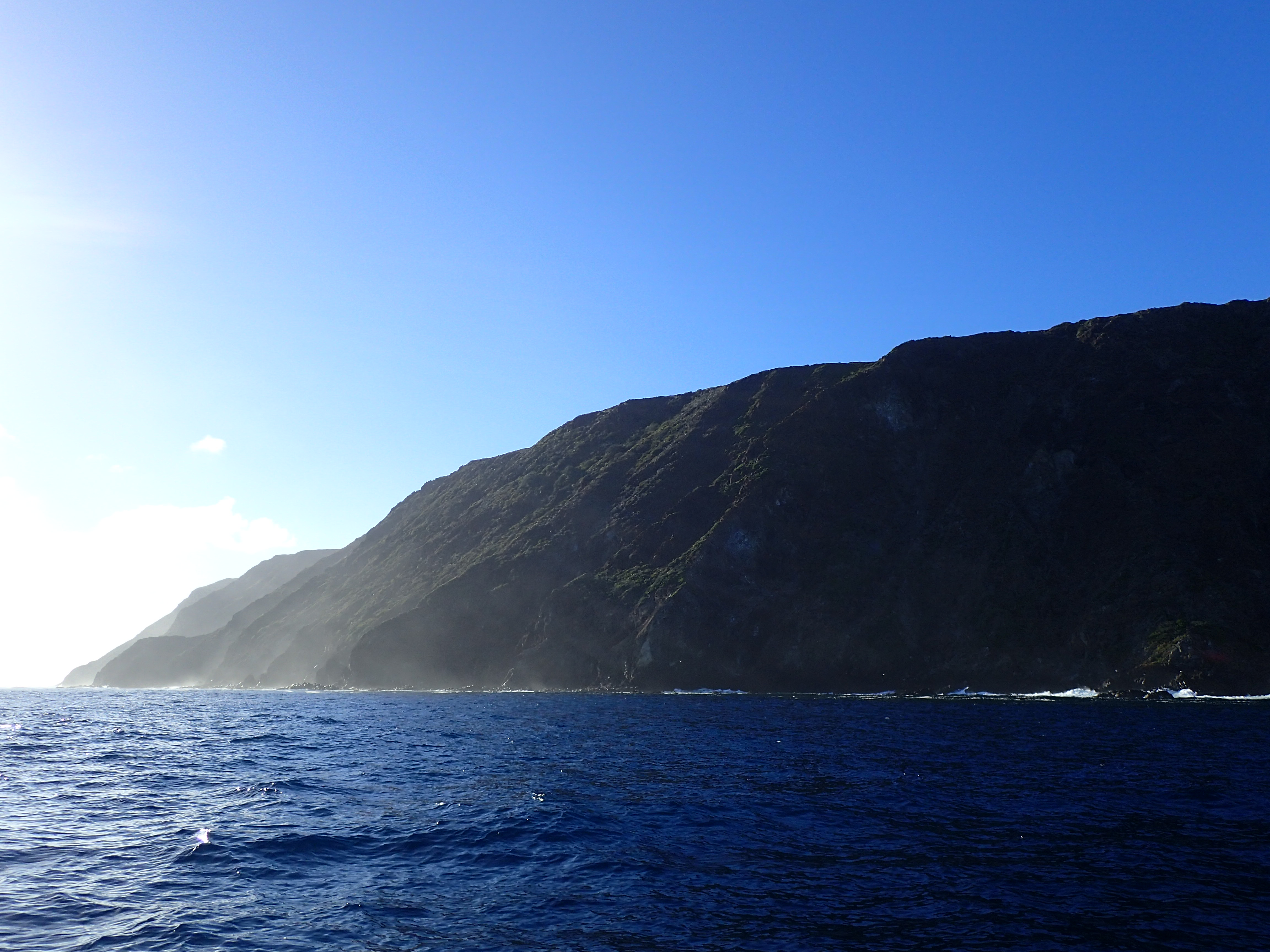
Surville Cliffs.